# Astenus lyonessius
Astenus lyonessius är en skalbaggsart som först beskrevs av Joy 1908.  Astenus lyonessius ingår i släktet Astenus, och familjen kortvingar. Arten är reproducerande i Sverige.